# Kim So-dam
Kim So-dam (김소담?; Seul, 4 gennaio 1993) è una cestista sudcoreana.

## Carriera
Con la Corea del Sud ha disputato due Campionati mondiali (2014, 2022).